# Santa Maria (Açores)
Pour les articles homonymes, voir Santa Maria.
Santa Maria (en portugais : Ilha de Santa Maria) est l'une des neuf îles de l'archipel des Açores. Elle se situe au sud-est de l'archipel, d'une superficie de 97 km2, ses dimensions sont d'environ 17 sur 10 kilomètres. Santa Maria culmine au Pico Alto à 590 mètres d'altitude.

## Géographie
Morphologiquement, l'île est constituée à l'ouest d'un plateau uniforme, érodé et dénudé dont l'altitude n'excède pas 200 mètres. Sa partie orientale, séparée de la précédente par une chaîne montagneuse (la Serra Verde), est plus accidentée et relativement boisée ; ce contraste se manifeste par un habitat différent, de type villages-rue à l'ouest et dispersé à l'est.
L'île est d'origine volcanique mais son histoire géologique est complexe : c'est l'île la plus ancienne de l'archipel des Açores et elle a connu plusieurs phases d'édification et d'érosion intense depuis la fin du Miocène. Elle a également connu des phases d'immersion liées à d'importantes transgressions marines. Ce contexte explique la présence de quelques formations sédimentaires intercalées dans des formations volcaniques subaériennes ou sous-marines.
Son volcanisme s'est vraisemblablement exprimé entre 8 et 2 millions d'années et il est considéré comme éteint aujourd'hui. L'île de Santa Maria est épargnée de l'activité sismique intense qui caractérise sa voisine São Miguel ; toutefois elle a connu quelques rares tremblements de terre au cours de son histoire.

## Histoire
L'île aurait été découverte par les navigateurs portugais du XVe siècle ; toutefois des cartes portulans mentionnent son existence un siècle auparavant. 
Elle a été peuplée la première parmi les îles de l'archipel des Açores, vraisemblablement entre 1430 et 1450. En 2001, sa population regroupe environ 5 500 habitants.
Le 8 février 1989, un Boeing 707 de la compagnie charter américaine Independent Air Corporation, le vol 1851, s'est écrasé sur le Pico Alto, provoquant la mort des 144 personnes présentes à bord, touristes italiens et membres d'équipage.